# ويلمر فالديراما
ويلمر إدواردو فالديراما (بالإنجليزية: Wilmer Eduardo Valderrama)‏ هو ممثل أمريكي، ولد في 30 يناير 1980 بميامي في الولايات المتحدة.

## أعمال

### أفلام
- (2011) لاري كراون[5]
- (2017) تشارمنغ

### مسلسلات
- إن سي آي إس
- عرض السبعينات ذاك
- ماني الحرفاني

## وصلات خارجية
- ويلمر فالديراما على موقع IMDb (الإنجليزية)
- ويلمر فالديراما على موقع ألو سيني (الفرنسية)
- ويلمر فالديراما على موقع ميوزك برينز (الإنجليزية)
- ويلمر فالديراما على موقع أول موفي (الإنجليزية)
- ويلمر فالديراما على موقع بوكس أوفيس موجو (الإنجليزية)
- ويلمر فالديراما على موقع قاعدة بيانات الأفلام السويدية (السويدية)
- ويلمر فالديراما على موقع إن إن دي بي (الإنجليزية)
- ويلمر فالديراما على موقع قاعدة بيانات الفيلم (الإنجليزية)
- ويلمر فالديراما على موقع ليتربوكسد (الإنجليزية)
- ويلمر فالديراما على موقع كينوبويسك (الروسية)